# Kalah
El Kalah denominado también kalaha se trata de un juego de mesa dentro de la familia de juegos africanos del mancala. Está diseñado para que jueguen dos oponentes. Fue introducido en occidente por William Champion a comienzos del siglo XX. Este juego se denomina a veces como "Kalahari" por una falsa etimología procedente del desierto de Kalahari en Namibia. La variante más popular en occidente de este juego es el denominado Warri o Awari, aunque estos juegos se deben referir más apropiadamente al Oware. La popularidad del juego hace que existan versiones electrónicas en numerosas distribuciones de software.

## Desarrollo
El juego consta de una madera con seis oquedades en su superficie denominadas en el argort del juego "casas", aunque este equipamiento puede ser igualmente unas hendiduras excavadas en el suelo. La disposición del juego es similar a los mancalas, con seis oquedades y dos "almacenes": uno por jugador. Cada casa posee unas seis cuentas (generalmente de piedra, semillas, bolas, etc.), lo que hace un total de 36 piedras. Muchas versiones comerciales del juego se distribuyen con 48 semillas en total. Se supone que el oponente que consiga obtener más piedras mediante las reglas del juego, gana la partida.

### Objetivo
El jugador que gana más piedras o semillas gana el juego.
Ejemplo
| Store (0) |   | 2 | 1 | 2 | 3  | 5 | Store (0) |
| Store (0) | 4 | 3 |   | 1 | 2h | 2 | Store (0) |

El jugador comienza en la casa resaltada.
| Store (0) |    | 2 | 1 | 2 | 3 | 5 | Store (1) |
| Store (0) | 4h | 3 |   | 1 |   | 3 | Store (1) |

La última semilla cae en el almacén, de esta forma el jugador obtiene un turno extra.
| Store (0) |  | 2 | 1 | 2 | 3h | 5 | Store (1) |
| Store (0) |  | 4 | 1 | 2 | 1h | 3 | Store (1) |

La última semilla cae en una casa vacía, con semillas en la casa del oponente.
| Store (0) |  | 2 | 1 | 2 |  | 5 | Store (5) |
| Store (0) |  | 4 | 1 | 2 |  | 3 | Store (5) |

El jugador captura las cuatro semillas y finaliza su turno.

### Reglas
1. Al comienzo del juego cada casa posee tres semillas. Por regla general, el ganador del juego anterior empieza con la jugada.
2. Cada jugador controla seis casas y sus respectivas semillas.  Su puntuación es el número de semillas que almacena en su almacén.
3. Los jugadores toman sus turnos "sembrando" con sus semillas. En un turno, el jugador vacía de semillas una casa bajo su control. Moviéndose en sentido antihorario, va poniendo una semilla en cada casa y en el almacén propio, pero en ningún caso en el almacén del oponente.
4. Si la última semilla sembrada cae en el almacén del jugador, éste obtiene un turno adicional.  No hay límite en el número de movimientos que un jugador puede adoptar.
5. Si la última semilla cae en una casa vacía del jugador y la casa del oponente que se encuentra frente a la vacía del jugador contiene semillas, la última semilla sembrada y las de la casa del contrario pasan a engrosar el almacén del jugador.
6. Cuando un jugador no posee más semillas en sus casas, el juego acaba. El otro jugador mueve las semillas de sus casas al almacén y se produce el recuento. El jugador con más semillas en su almacén gana la partida.